# Grande Dixence SA
Grande Dixence S.A. is een Zwitserse onderneming waarvan de voornaamste activiteit het opwekken van groene stroom is. Hiervoor gebruikt het waterkrachtcentrales die worden aangedreven door water afkomstig uit het Lac de Dix-stuwmeer achter de Grande Dixence-stuwdam. 
De Grande Dixence S.A. is in 1950 opgericht met als doel de stuwdam te bouwen, deze bouw heeft tussen 1951 en 1965 plaatsgevonden, hierna is zij de dam gaan exploiteren.

## Aandeelhouders
Grande Dixence S.A. omvat een totaal kapitaal van 300 million CHF, verdeeld over vier aandeelhouders.
- Énergie Ouest Suisse (EOS) 60%
- Kanton Basel-Stad (IWB) 13 1/3 %
- BKW FMB Energie S.A. 13 1/3 %
- Forces Motrices du Nord-Est de la Suisse S.A. (NOK) 13 1/3 %